# Phrixgnathus liratulus
Phrixgnathus liratulus är en snäckart som först beskrevs av Suter 1909.  Phrixgnathus liratulus ingår i släktet Phrixgnathus och familjen punktsnäckor. Inga underarter finns listade i Catalogue of Life.